# Mesosemia ibycus
Espèce
Mesosemia ibycus est une espèce d'insectes lépidoptères (papillons) appartenant à la famille des Riodinidae et au genre Mesosemia.

## Dénomination
Mesosemia ibycus a été décrit par William Chapman Hewitson en 1859.

## Écologie et distribution
Mesosemia ibycus est présent en Guyane, Guyana, en Colombie, au Brésil et au Pérou.